# Gabriel Fradera i Badall
Gabriel Fradera i Badall (Barcelona, 1903 - Ciutat de Mèxic, 5 d'octubre de 1971) fou un activista català, exiliat després de la guerra civil espanyola.
Va fer els estudis primaris amb els escolapis de Vilanova i la Geltrú i va aprendre l'ofici de torner a l'Escola d'Arts i Oficis de Barcelona. Vinculat a Esquerra Republicana de Catalunya, en acabar la guerra civil espanyola es va exiliar cap a França. Establert a Marsella, després de la derrota francesa davant el Tercer Reich, el 8 de setembre de 1942 es va embarcar al vaixell Maréchal Lyautey, que el va portar a Casablanca, on es va embarcar en el Nyassa que el va portar a Veracruz (Mèxic).
De 1942 a 1954 es va establir a ciutat de Mèxic on es va integrar en la Comunitat Catalana de Mèxic i va contribuir a la creació de l'Agrupació Catalana d'Art Dramàtic de l'Orfeó Català de Mèxic. De 1954 a 1959 va viure a Guadalajara (Mèxic), on fou un dels fundadors del Centre Català de Guadalajara amb Josep Maria Murià i Romaní i Abelard Tona i Nadalmai. El 1959 va tornar a Ciutat de Mèxic, on va viure fins a la seva mort. Continuà col·laborant amb l'Orfeó Català, on dirigí representacions d'obres d'Àngel Guimerà i Baltasar Porcel.